# 소진우
소진우(蘇鎭禹, 일본어: 伊蘇三峰, 1893년 ~ ?)는 일제강점기의 지방행정 관료이다.

## 생애
경상북도 칠곡군 출신이다. 한일 병합 조약 체결 직후인 1911년에 고향 칠곡의 군청에 임시직으로 채용되었다.
1914년에는 판임관 견습이 되었고, 1915년에 조선총독부 서기로 승진하여 영일군과 의성군, 달성군, 대구부, 김천군 등에서 차례로 근무했다.
1930년에 문경군 재무주임으로 승진한 뒤 이듬해 총독부 군수로 발탁되었다. 경상북도 봉화군 군수를 거쳐 1934년에 청도군 군수가 되었다.
청도군수로 재직 중이던 1935년에 총독부가 편찬한 《조선공로자명감》에 조선인 공로자 353명 중 한 명으로 수록되어 있다. 총독부가 시정 25주년을 기념하여 표창한 표창자 명단에도 들어 있다.
이후 일제 강점기 말기에는 경산군 군수를 지냈다. 1941년을 기준으로 종6위 훈6등에 서위되어 있었다.
2008년 발표된 민족문제연구소의 친일인명사전 수록예정자 명단 중 관료 부문에 포함되었다.

## 참고자료
- 소진우(蘇鎭禹) - 국사편찬위원회